# Zio Henry
Zio Henry è un personaggio del celebre libro di Frank Baum, Il meraviglioso mago di Oz.
Serio e solenne, dalla lunga barba grigia, è un contadino modello che vive e lavora soltanto per la propria campagna, sempre, dalla notte all'alba senza sosta alcuna. Ha sposato Emma in gioventù e vive con lei nella solitaria landa del Kansas. Prende con sé la piccola Dorothy Gale, sua nipote, quando i suoi genitori muoiono. Percepisce anche da lontano la presenza di cicloni poiché è in grado di prevederli grazie alla sua conoscenza del territorio in cui vive. Proprio grazie a queste sue percezioni riesce a salvarsi con la moglie da un terribile uragano che travolge la sua casupola, portandosi via la piccola Dorothy, che si smarrisce così nel magico regno di Oz per tornare a casa solo dopo mille avventure.